# Passepartout

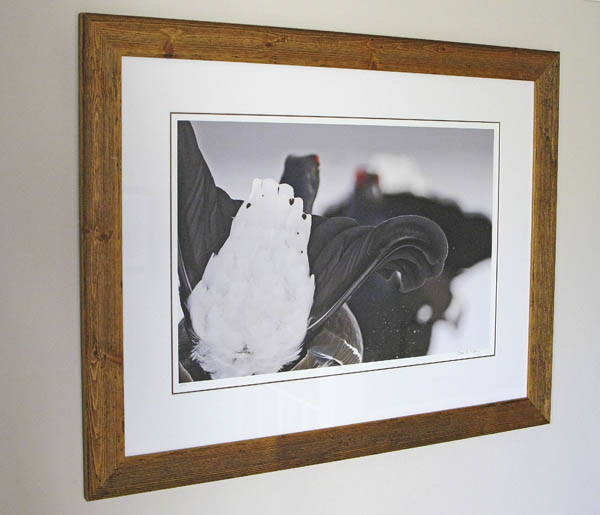
Vit passepartout runt ett fotografi.

Passepartout [pasparˈtuː] (franska passe-partout, fotografiram), är en ram för fotografier, gravyrer med mera som gjorts av en pappskiva eller liknande i vilken man gjort en utskärning för bilden.
Ramen läggs bakom en glasskiva för att undvika att bilden kommer i direkt kontakt med glaset. På så sätt skyddas bilden mot åldrande.[källa behövs]
- Wikimedia Commons har media som rör Passepartout.